# Торомба, Хартман
Хартман Торомба (англ. Hartman Toromba; 2 ноября 1984, Виндхук, Намибия) — намибийский футболист, защитник. Выступал за сборную Намибии.

## Клубная карьера
Хартман начал карьеру в клубе «Блэк Африка», с которым стал обладателем кубка Намибии 2003/04. В 2006 году перешёл в южноафриканский клуб «Блэк Леопардс», за который дебютировал 10 сентября 2006 года. За сезон защитник провёл 6 матчей, в следующем — 11 игр. Однако по итогам сезона 2007/08 его команда заняла 15 место и покинула высший футбольный дивизион ЮАР. Торомба заключил контракт с «Фри Стэйт Старс». Первую игру за клуб из Бетлехема Хартман провёл 29 октября 2008.
Следующий сезон защитник провёл в команде «Васко да Гама» из Кейптауна, с которой стал победителем Первого дивизиона ЮАР.
Летом 2010 Торомба возвратился в Намибию, заключив контракт с «Блэк Африка» из Виндхука. Со столичной командой трижды подряд стал чемпионом. Сезон 2013/14, ставший последним в карьере Хартмана, он провёл в клубе «Африкан Старс», завоевав серебряные медали первенства и кубок страны.

## Карьера в сборной
С 2003 по 2011 Торомба выступал за сборную Намибии. 16 марта 2003 провёл дебютную игру против сборной Ботсваны. Защитник был включён в заявку на Кубок африканских наций 2008 в Гане. На турнире Хартман принял участие в двух матчах своей сборной против сборных Ганы и Гвинеи. Играл в отборочных матчах к чемпионату мира 2006 и 2010.

## Достижения
«Блэк Африка»
- Чемпион Намибии (3): 2010/11, 2011/12, 2012/13
- Обладатель Кубка Намибии (1): 2003/04

 «Африкан Старс»
- Обладатель Кубка Намибии (1): 2013/14